# Jacques Nieuwlaat

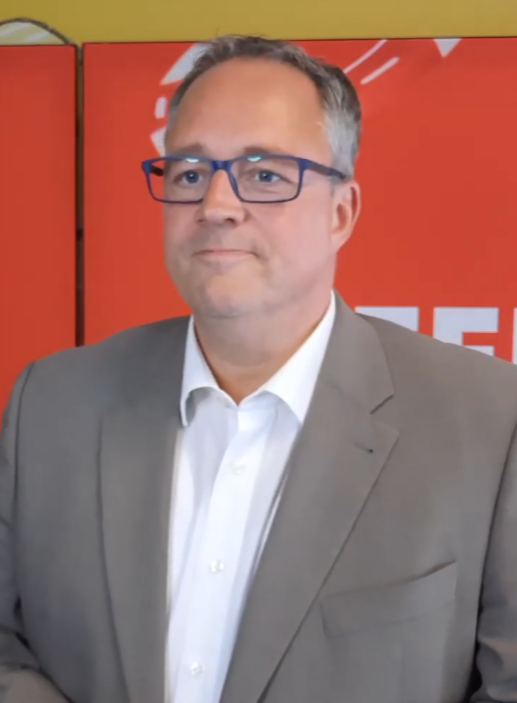
Nieuwlaat in 2022

Jacques Nieuwlaat (Den Haag, 25 maart 1972) is een Nederlandse mastercaller en verslaggever in de dartssport en pool. Zijn bijnaam luidt The Human Calculator.
Nieuwlaat was de eerste Nederlander die in Engeland een county-wedstrijd heeft gecalld, alsook de eerste niet-Brit die een officiële wedstrijd callde op het podium van het Lakeside Leisure Complex, waar jaarlijks het BDO-wereldkampioenschap wordt gespeeld. Daarnaast is hij sinds 2001, vaak in samenwerking met Frank Vischschraper, te horen als de vaste commentator bij dartswedstrijden op RTL 7 en Sport1. In 2017 lanceerde RTL 7 Darts inside op YouTube. Wekelijks geven Koert Westerman en Nieuwlaat provisorisch hun verhaal over belangrijke gebeurtenissen in de dartwereld.
Medio 2008 fungeert Nieuwlaat naast Richard Ashdown als mastercaller in de League of Legends, een door Setanta Sports uitgezonden dartscompetitie waarin acht Engelse dartsgrootheden van weleer strijden om een cheque van £ 15.000.
Nieuwlaat geeft ook commentaar voor Ziggo Sport bij de sporten pool en snooker.
In december 2021 werd bekend dat Nieuwlaat na het PDC World Darts Championship 2022 als dartscommentator ging verhuizen van RTL 7 naar Viaplay, dat de uitzendrechten voor darts vanaf 2022 verwierf.